# Phanoperla tuberosa
Phanoperla tuberosa és una espècie d'insecte plecòpter pertanyent a la família dels pèrlids que es troba a Indonèsia.